# Championnats de France d'athlétisme 1958
Navigation
Championnats 1957 Championnats 1959
Les Championnats de France d'athlétisme 1958 ont eu lieu les 26 et 27 juillet 1958 au Stade Yves-du-Manoir de Colombes. 

## Palmarès
| Discipline        | Hommes            | Hommes            | Femmes                | Femmes       |
| ----------------- | ----------------- | ----------------- | --------------------- | ------------ |
| 100 m             | Jocelyn Delecour  | 10 s 5            | Catherine Capdevielle | 11 s 9       |
| 200 m             | Jocelyn Delecour  | 21 s 0            | Micheline Julitte     | 24 s 9       |
| 400 m             | Bernard Dibonda   | 47 s 6            | Josette Baujard       | 57 s 9       |
| 800 m             | Gérard Vervoort   | 1 min 52 s 4      | Nicole Goullieux      | 2 min 13 s 5 |
| 1 500 m           | Michel Jazy       | 3 min 48 s 5      | -                     | -            |
| 5 000 m           | Michel Bernard    | 14 min 34 s 0     | -                     | -            |
| 10 000 m          | Alain Mimoun      | 31 min 17 s 2     | -                     | -            |
| 80 m haies        | -                 | -                 | Marthe Djian          | 11 s 4       |
| 110 m haies       | Jacques Dohen     | 15 s 0            | -                     | -            |
| 400 m haies       | Alexandre Yankoff | 53 s 5            | -                     | -            |
| 3 000 m steeple   | Hamoud Ameur      | 9 min 10 s 0      | -                     | -            |
| 20 km marche      | Georges Attané    | 1 h 42 min 55 s 2 | -                     | -            |
| Saut en longueur  | Lamine Diack      | 7,63 m            | Marthe Djian          | 5,84 m       |
| Triple saut       | Eric Battista     | 15,87 m           | -                     | -            |
| Saut en hauteur   | Michel Herrmann   | 1,96 m            | Monique Bantégny      | 1,57 m       |
| Saut à la perche  | Victor Sillon     | 4,20 m            | -                     | -            |
| Lancer du poids   | Denis Sabourin    | 16,02 m           | Geneviève Heymans     | 12,86 m      |
| Lancer du disque  | Serge Grisoni     | 49,95 m           | Pierrette Boutin      | 41,95 m      |
| Lancer du marteau | Guy Husson        | 59,83 m           | -                     | -            |
| Lancer du javelot | Michel Macquet    | 76,32 m           | Suzanne Cathiard      | 37,81 m      |